# 础真一
础真一（日语：／ Ishizue Shinichi，？—），日本男子柔道运动员。他曾代表日本参加1988年和1992年夏季残疾人奥林匹克运动会柔道比赛，获得一枚金牌和一枚银牌。